# Csernáton
Csernáton (románul Cernat) falu Romániában, Kovászna megyében, Csernáton község központja. Alsó- és Felsőcsernáton egyesítése.

## Fekvése
Kézdivásárhelytől 9 km-re délnyugati irányban a Csernáton-patak két oldalán fekszik.
A 11-es nemzeti főút (DN11) két oldalán, illetve nagyobbrészt a bal oldalon, északnyugati irányban a Csernáton-patak völgyében, és felnyúlik az Ika váráig, ami körülbelül 6 kilométernyi kanyargós út.

## Terület
Csernáton adminisztratív területe 12 070 hektár, ebből 469 ha beépíthető. A községnek 4500 ha szántóföldje, 1100 ha legelője, 550 ha kaszálója és 4700 ha erdeje van.

## Története
Határában az Aranyos-hegyen kőkorszaki telep, a Hegyes nevű helyen sáncokkal megerősített vaskori földvár volt. 1332-ben Churuacun néven említik. A falut 1658-ban a török égette fel, 1719-ben pestis pusztított, 1836-ban majd 1853-ban újabb tűzvész volt.
1848. május 30-án itt hirdették meg Háromszék küldöttei a népfelkelést. 1910-ben 1949 magyar lakosa volt. A trianoni békeszerződésig Háromszék vármegye Kézdi járásához tartozott.

## Etnikai megoszlás
A 2002-es népszámlálási adatok alapján a nagyközségnek összesen 4025 lakosa volt, a jelenlegi adatok szerint ez a szám 4320-ra nőtt. A települések szerinti megoszlás a következő: Alsócsernáton 2470, Felsőcsernáton 1200, Albis 380, Ikafalva 270 lélekszám. A legutóbbi népszámlálás során a község lakói közül 4266-on magyarnak, 54-en románnak és ketten cigánynak vallották magukat. Egyedül Ikafalva az, ahol kizárólag csak magyar nemzetiségűek élnek.

## Felekezeti arány
E tekintetben is a 2002-es összeírásra hivatkozunk. Csernáton községben 2329 reformátust (Alsócsernáton 1063, Felsőcsernáton 702, Albis 366, Ikafalva 199), 1587 római katolikust, 44 baptistát, 44 ortodoxot, 14 Jehova tanúját, 2 görögkatolikust, 2 unitáriust, 1 evangélikust, 1 felekezeten kívülit és 1 ateistát tartottak nyilván.

## Látnivalók
- Erődített református vártemploma román kori eredetű, később gótikus stílusban átépítették. Kiállta az 1658-as és az 1661-es török ostromot, de 1680 és 1700 között teljesen újjáépítették. 1830-ban átépítették. Tornya 66 m-es magasságával a legmagasabb volt Háromszékben. Az 1836 évi tűzvészben égett le. 1904-ben javították, mai tornya 1836-ból való, ekkor alacsonyították le falait is a mai magasságra.
- Római katolikus temploma 1844-ben épült Urunk Színeváltozása tiszteletére az 1766-ban egy házban nyitott kápolna helyett. Előtte az építtető Zambler János plébános szobra áll.
- Ortodox temploma 1872-ben épült az 1793-ban épített fatemplom helyére.
- „Ika” vára (nincs pontos írott adat, hogy mikor épült)
- A faluban számos nemesi udvarház található, az 1831-ben épített Damokos-udvarházban van az 1973-ban nyitott Haszmann Pál Múzeum. 1881-ben Itt szállt meg Jókai Mór, aki az 1882-ben megjelent Damokosok című regényben írta meg az itt gyűjtött élményanyagot. A múzeumkertben van Jókai hársfája, a hársfa alatt jelképesen kőasztal és pad van.
- Damokos Dénes-kúria (18-19. század)
- Damokos Mihály-kúria (1844)
- Damokos-Cseh udvarház (épült 1838)
- Damokos-Eperjessi (épült 1840)
- Sándor István-féle (épült 1860)
- Bernáld-kúria (épült 1820 körül)
- Farkas-kúria (épült 1840–1850)
- Molnár Sándor-féle (18. sz.)
- Kelemen Gábor-féle (épült 1859)

## Képek

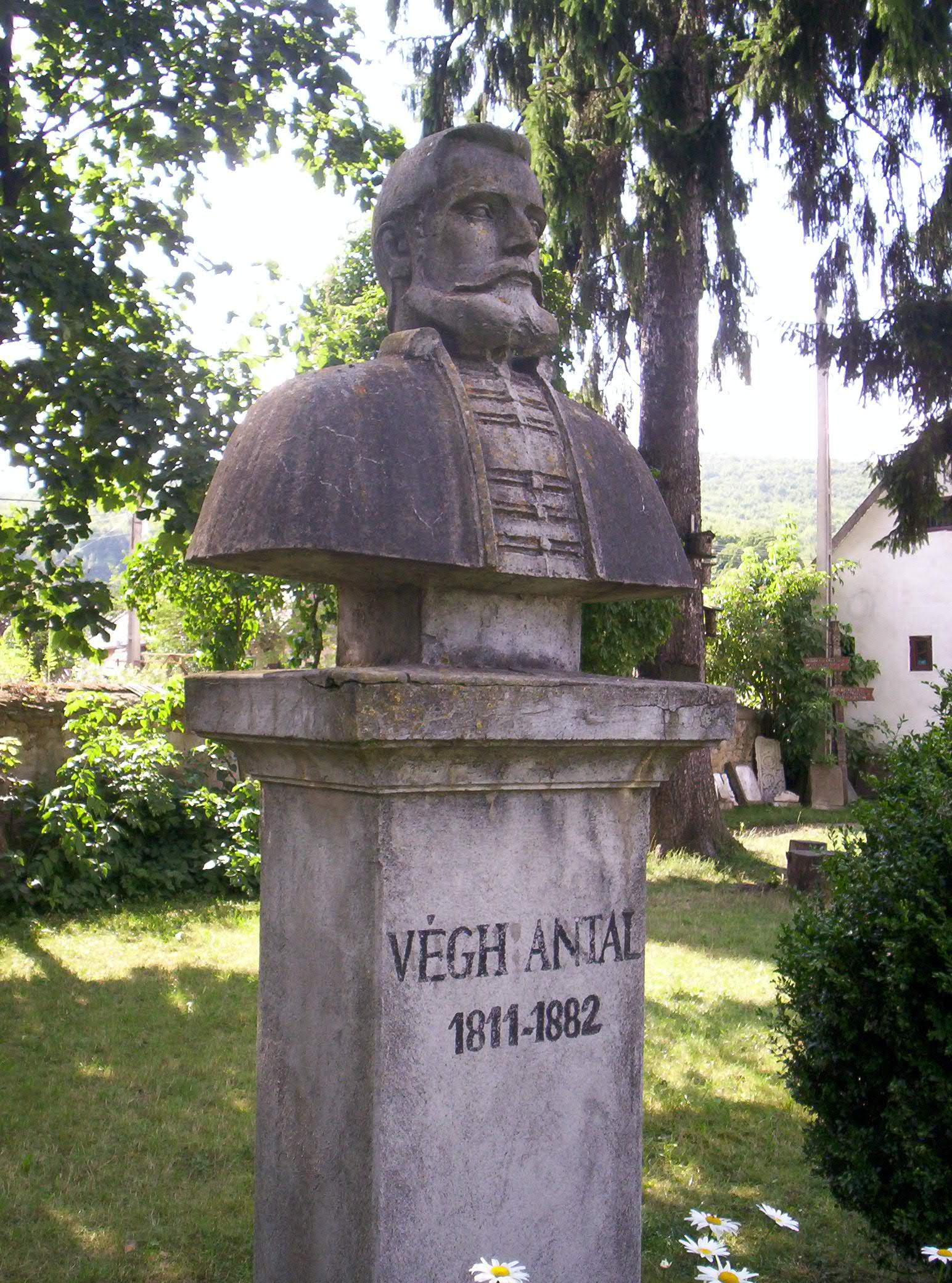
Végh Antal szobra a Haszmann Pál Múzeum előtt
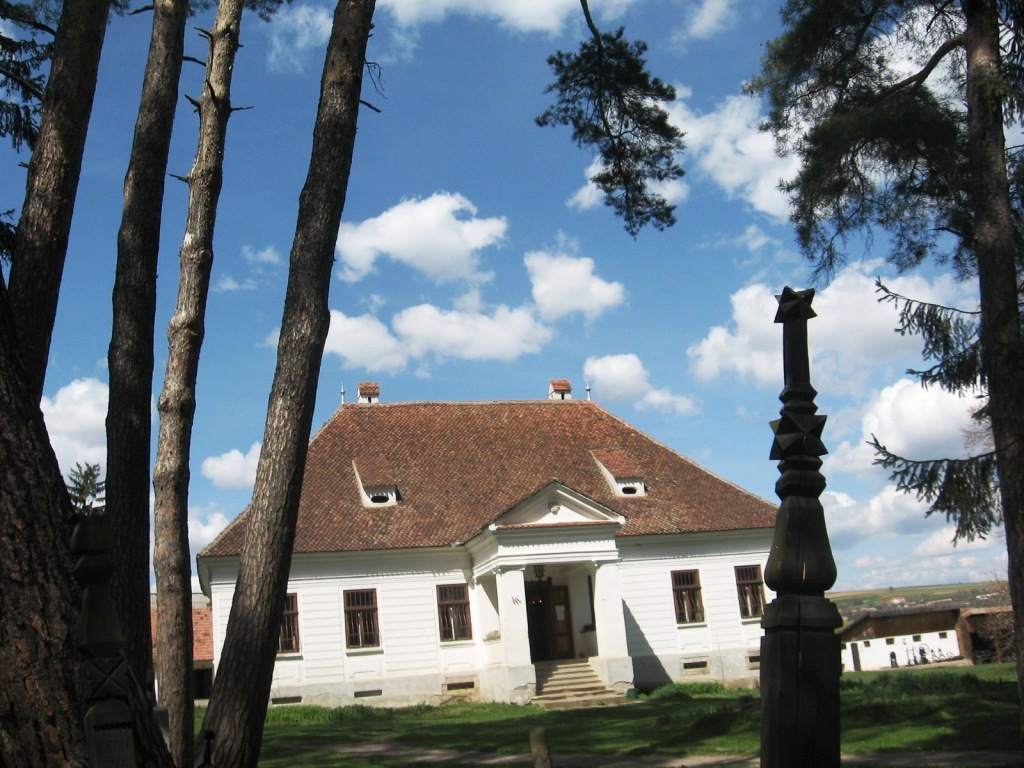
Damokos udvarház
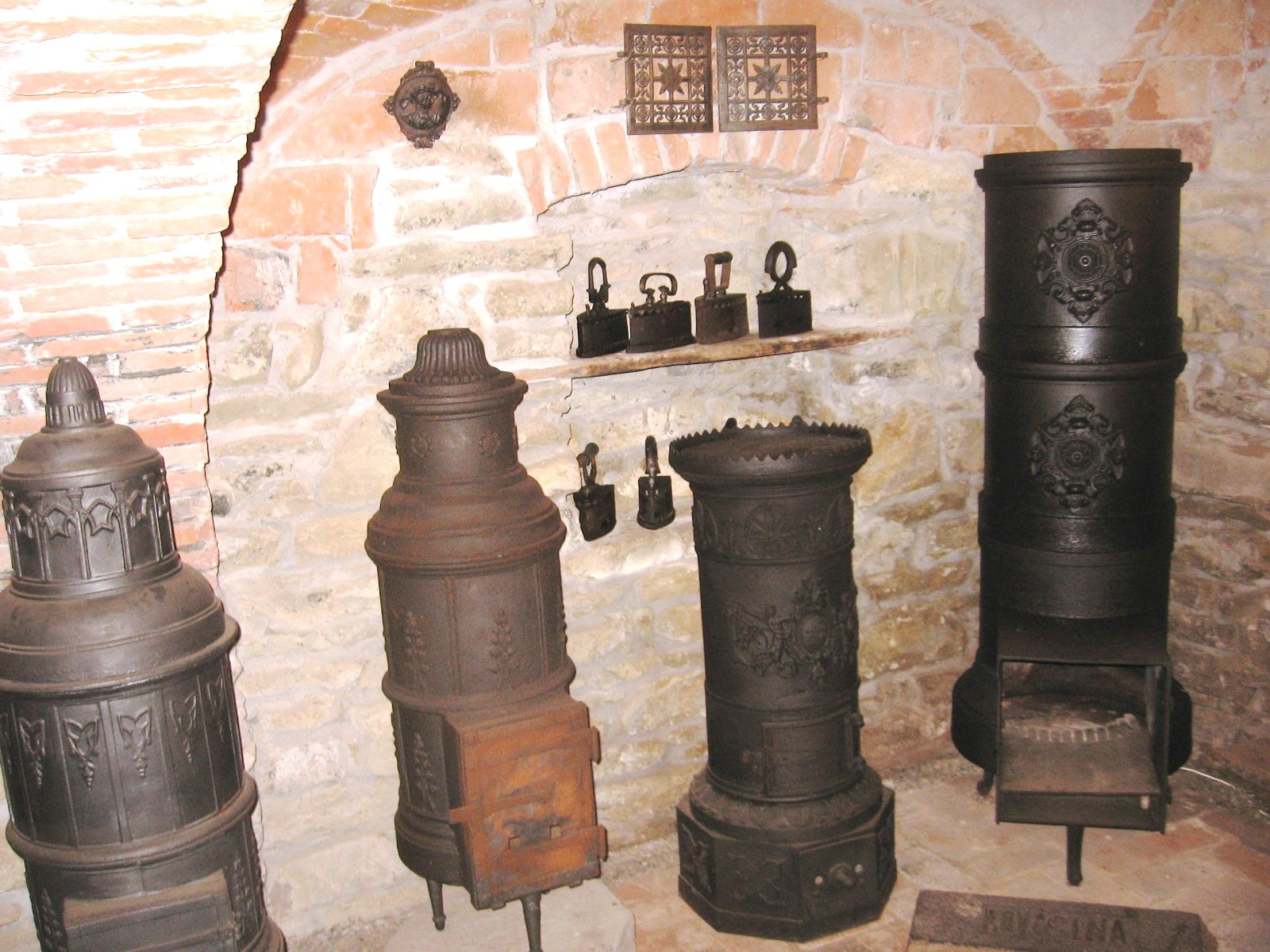
Múzeum a pincében
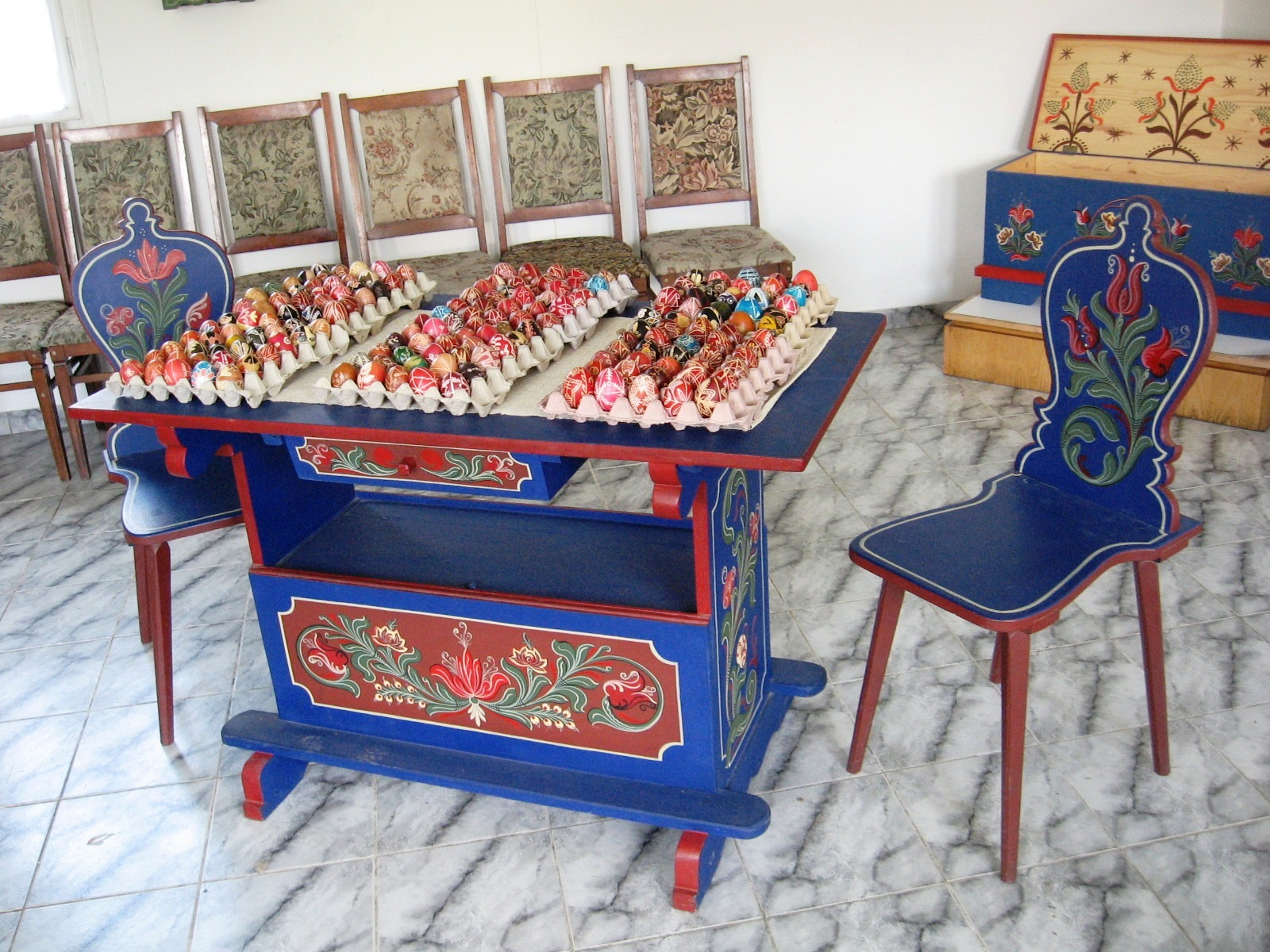
Pirostojás kiállítás

## Híres emberek
- Itt született 1663-ban Csernátoni Pál nagyenyedi professzor.
- Itt született 1805-ben Cseh Imre honvédőrnagy, Kossuth török tolmácsa.
- Itt született 1811-ben Végh Antal, Gábor Áron ágyúöntőtársa, a Végh-eke feltalálója.
- Alsócsernátonban született 1838-ban Cseh Károly orvos, balneológiai szakíró.
- Felsőcsernátonban született Bod Péter református lelkész, irodalomtörténész 1712-ben.

## Testvértelepülések
- Bóly, Magyarország
- Sármellék, Magyarország
- Kleinwalsertal, Ausztria